# 16761 Герц
16761 Герц (16761 Hertz) — астероїд головного поясу, відкритий 3 жовтня 1996 року.
Тіссеранів параметр щодо Юпітера — 3,328.